# 武井雅昭
武井 雅昭（たけい まさあき、1953年（昭和28年）1月1日 ‐ ）は、日本の政治家。勲等は旭日中綬章。東京都港区長（5期）を務めた。

## 経歴・人物
東京都品川区出身。
東京都立九段高等学校（現：千代田区立九段中等教育学校後期課程）、1977年早稲田大学政治経済学部卒業。同年港区役所入所。区民生活部長などを歴任した。
2004年6月6日に行われた港区長選挙に自民党・民主党・公明党・社民党の推薦を受けて立候補し、初当選した。6月28日、港区長に就任。
2008年・2012年・2016年の同選挙にいずれも当選。
2020年6月7日投開票の同選挙で5選。
※当日有権者数：197,277人 最終投票率：30.04%（前回比：5.79pts）
| 候補者名 | 年齢 | 所属党派       | 新旧別 | 得票数   | 得票率 | 推薦・支持                                                         |
| -------- | ---- | -------------- | ------ | -------- | ------ | ------------------------------------------------------------------ |
| 武井雅昭 | 67   | 無所属         | 現     | 36,856票 | 63.46% | 自由民主党・公明党・国民民主党・社会民主党・都民ファーストの会推薦 |
| 飯田佳宏 | 47   | 無所属         | 新     | 7,000票  | 12.05% |                                                                    |
| 大滝実   | 71   | 無所属         | 新     | 5,488票  | 9.45%  | 日本共産党推薦                                                     |
| 菊地正彦 | 67   | 無所属         | 新     | 5,437票  | 9.36%  |                                                                    |
| 柏井茂達 | 36   | ホリエモン新党 | 新     | 3,297票  | 5.68%  |                                                                    |

2024年6月2日投開票の同選挙に自民党・公明党の推薦を受けて6選目を目指し立候補。無所属新人の元港区議の清家愛に僅差で敗れ落選した。
※当日有権者数：200,617人 最終投票率：30.62%（前回比：0.58pts）
| 候補者名 | 年齢 | 所属党派 | 新旧別 | 得票数   | 得票率 | 推薦・支持                 |
| -------- | ---- | -------- | ------ | -------- | ------ | -------------------------- |
| 清家愛   | 49   | 無所属   | 新     | 29,651票 | 48.73% |                            |
| 武井雅昭 | 71   | 無所属   | 現     | 28,123票 | 46.22% | （推薦）自由民主党・公明党 |
| 菊地正彦 | 71   | 無所属   | 新     | 3,070票  | 5.05%  |                            |

2025年（令和7年）春の叙勲で旭日中綬章を受章した。

## 区政
- 2020年4月1日、LGBTなど性的少数者のカップルが婚姻に相当する関係にあると認める「みなとマリアージュ制度」（他の自治体では「パートナーシップ宣誓制度」と呼ばれる）を導入した[9]。